# Geografia del Nicaragua

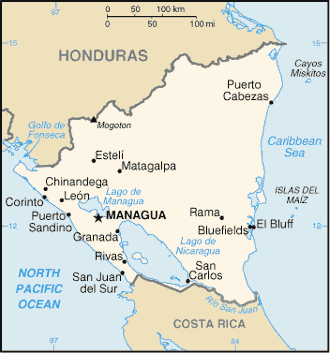
Mappa del Nicaragua.

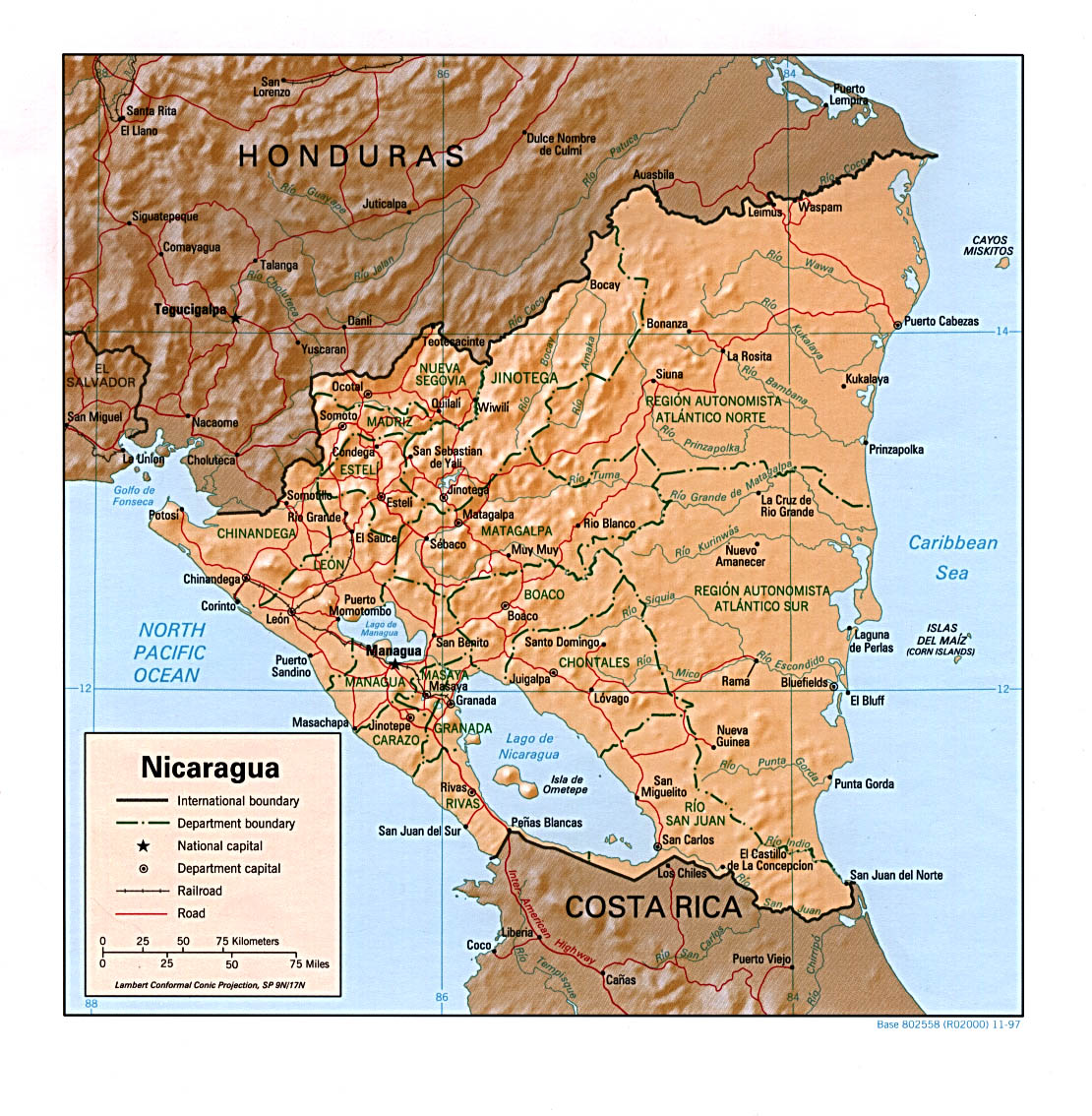
Mappa fisica del Nicaragua.

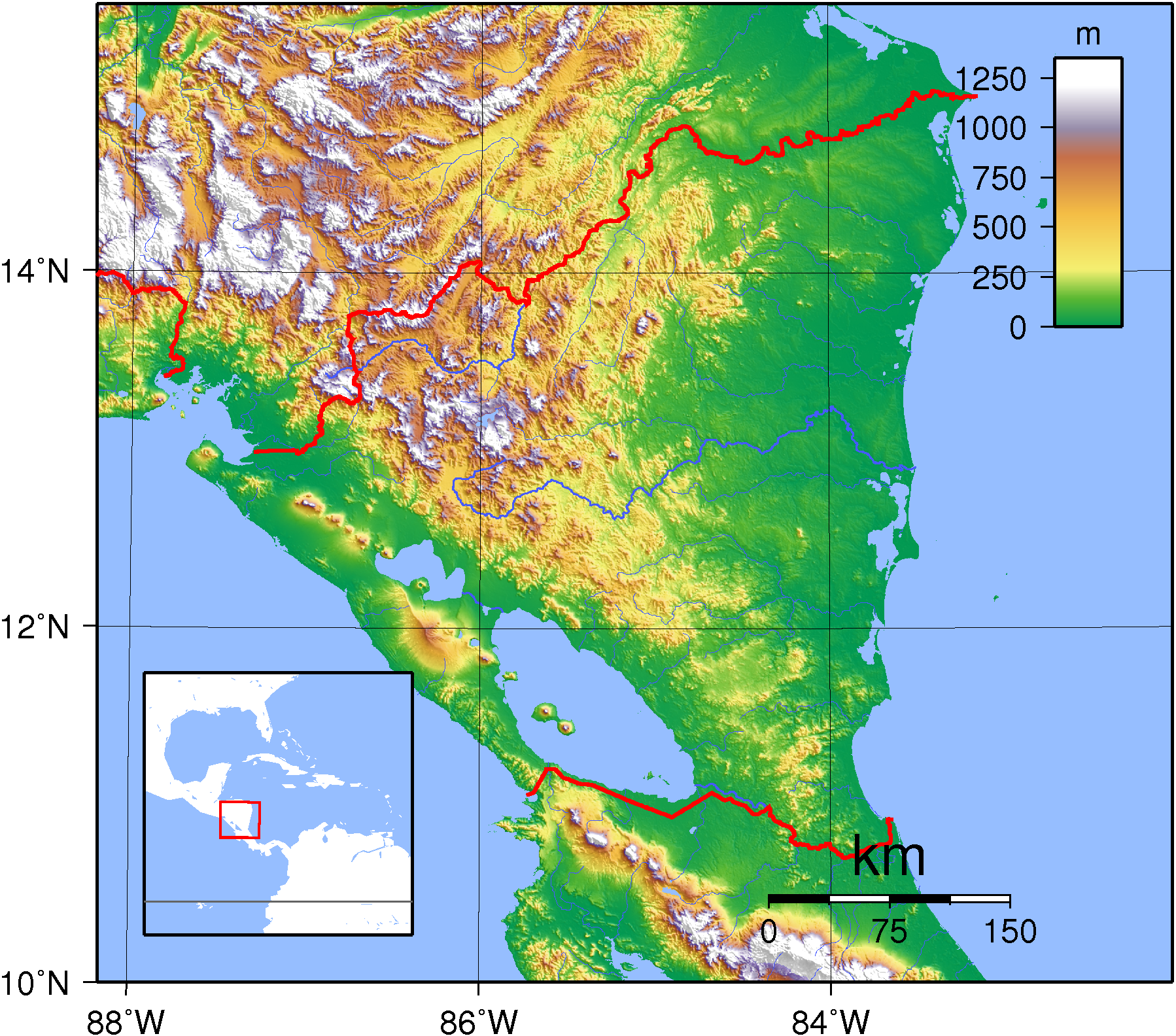
Topografia del Nicaragua.

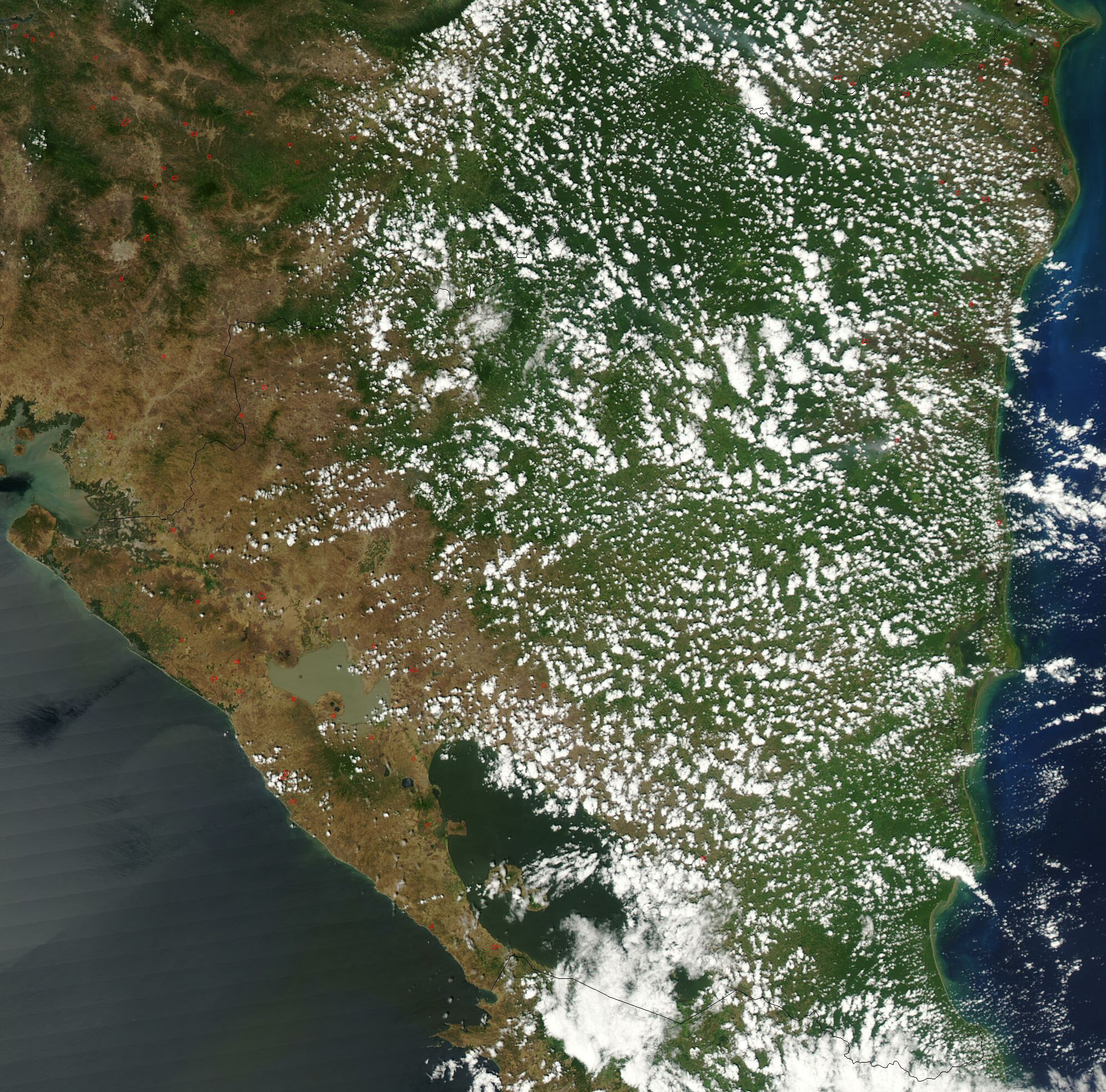
Immagine satellitare del Nicaragua (marzo 2003).

Il Nicaragua è uno Stato dell'America Centrale che si estende per 129.494 km² (di cui 9.240 coperti da acque) ed è lo Stato più esteso dell'area. Confina a nord con l'Honduras, a est con il Mare Caraibico, a sud con la Costa Rica e ad ovest con l'Oceano Pacifico.

## Geografia fisica
Il Paese può essere diviso in tre grandi regioni: bassopiano del Pacifico, altopiano centrale e bassopiano del Mare Caraibico.

### Bassopiano del Pacifico
Il bassopiano del Pacifico si estende per circa 75 chilometri dalla costa pacifica verso l'interno. Larga parte del territorio è pianeggiante, eccetto una linea di vulcani di costituzione relativamente recente (molti dei quali ancora attivi) che si stagliano dal Golfo di Fonseca al Lago Nicaragua.
Questi picchi si trovano ad ovest di una larga frattura tettonica che forma una depressione lunga e stretta che attraversa il Paese a sudest, attraverso l'istmo che connette il Golfo di Fonseca al fiume San Juan. La frattura è occupata in parte dai due laghi più grandi del Centro america: il Lago Managua (lungo 56 chilometri ed ampio 24) e il Lago Nicaragua (lungo circa 160 chilometri ed ampio 75), di cui è affluente il fiume Tipitapa.
Il Lago Nicaragua a sua volta è emissario del fiume San Juan, che segna la parte più orientale del confine fra Nicaragua e Costa Rica e che scorre lungo la parte più meridionale della depressione fino al Mare Caraibico. La valle del fiume San Juan forma un corridoio naturale lungo l'istmo nicaraguense quasi al livello del mare che unisce il Pacifico e il Mare Caraibico. Data la vicinanza del Lago Nicaragua all'Oceano Pacifico (solo 19 chilometri di distanza), il corridoio in passato venne preso in considerazione come una possibile alternativa al Canale di Panama.
Intorno ai laghi, verso nordovest lungo la valle del fiume fino al Golfo di Fonseca, si estendono delle fertili pianure densamente popolate e coltivate, arricchite dalla cenere vulcanica dei vicini vulcani. Ad ovest della regione lacustre, c'è una sottile linea di colline e vulcani che separano i laghi dall'Oceano, che costituiscono le punte più alte dell'area.
Dal momento che il Nicaragua occidentale è posizionato vicino al punto di collisione della placca caraibica e della placca di Cocos, l'area è soggetta periodicamente a terremoti ed eruzioni vulcaniche. Laddove i secondi danneggiano maggiormente il settore agricolo, i primi sono estremamente più dannosi: nel 1931 e nel 1972, la capitale Managua venne quasi completamente distrutta da due terremoti.

### Altopiano centrale
L'area dell'altopiano centrale è compresa fra i due bassopiani ed è composta da montagne comprese fra i 900 e i 1.800 metri di altezza, coperte da foreste di querce e pini, e da profonde vallate che tendono verso oriente. Pochissimi sono i torrenti significativi che scorrono verso ovest, spesso ripidi, brevi e dal flusso intermittente.
Il versante occidentale, relativamente asciutto e protetto dalle alte cime dai venti umidi dei Caraibi, ha attirato agricoltori dalla regione pacifica fin dai tempi della colonizzazione. Il versante orientale è invece ricoperto di foreste pluviali ed è scarsamente popolata da agricoltori e piccole comunità indigene.

### Bassopiano del Mare Caraibico
Il bassopiano del Mare Caraibico forma l'estesa (più del 50% del territorio) ed ancora scarsamente popolata area conosciuta come Costa dei Miskito. Il bassopiano è talvolta considerato sinonimo del non più esistente dipartimento di Zelaya, attualmente diviso in Regione Autonoma della costa caraibica settentrionale e Regione Autonoma della costa caraibica meridionale, che rappresentano circa il 45% del territorio.
Quest'area calda ed umida include le pianure costiere, le vette più orientali dell'altopiano centrale e la porzione più bassa della valle del fiume San Juan. Il suolo è generalmente sterile. Pini e palme predominano nelle savane fino alla Laguna delle perle. Le foreste pluviali tropicali sono caratteristiche dalla Laguna fino al fiume San Juan, ad ovest delle savane e lungo i fiumi che le attraversano.
Suoli fertili sono rintracciabili solo lungo le pendenze naturali e le pianure alluvionali dei numerosi fiumi (fra cui il fiume Escondido, il Rio Grande de Matagalpa, il Prinzapolka ed il Río Coco) e lungo i torrenti che originano nell'altopiano centrale ed attraversano la regione dirigendosi verso il complesso di baie, lagune e paludi d'acqua salata della costa caraibica.

## Clima

### Temperature
Le temperature variano molto poco da stagione in stagione e sono soprattutto in funzione dell'altitudine. È possibile individuare tre diverse aree climatiche:
- tierra caliente ("terra calda", fino a 750 metri di altezza): media compresa fra 30 °C e 33 °C di giorno e fra 21 °C e 24 °C di notte;
- tierra templada ("terra temperata", fra 750 e 1.600 metri di altezza): media compresa fra 24 °C e 27 °C di giorno e fra 15 °C e 21 °C di notte;
- tierra fría ("terra fredda", oltre i 1.600 metri): media compresa fra 22 °C e 24 °C di giorno e quasi sempre al di sotto dei 15 °C di notte.

### Piovosità
La piovosità in Nicaragua varia notevolmente in base all'area. La costa orientale è l'area più piovosa: essendo direttamente esposta ai venti carichi di umidità del Mare Caraibico, riceve fra i 2.500 e i 6.500 millimetri di piogge all'anno in media. La costa occidentale è invece protette dalle cime dell'altopiano centrale e risulta molto meno piovosa (fra i 1.000 e i 1.500 millimetri all'anno).
La stagione delle piogge in Nicaragua va da maggio ad ottobre, mentre la stagione secca va da dicembre ad aprile.

### Rischi ambientali
Durante la stagione delle piogge, il Nicaragua orientale è soggetto a pesanti inondazioni lungo il corso di tutti i fiumi più grandi, in special modo nei pressi della costa. Questo causa forti danni al settore agricolo ed anche alla fauna locale. La costa orientale è anche soggetta a cicloni tropicali particolarmente distruttivi, specie nel periodo compreso fra luglio ed ottobre. Nel 1988, il ciclone Joan costrinse centinaia di migliaia di persona a fuggire dalle proprie case e produsse più di un miliardo di dollari di danni.
In aggiunta, possono verificarsi in tutto il Nicaragua forti piogge (chiamate papagayo storms) che accompagnano il passaggio di un fronte di aria fredda o aree di bassa pressione, soprattutto nel periodo compreso fra novembre e marzo.
Questi fenomeni atmosferici accentuano l'erosione del suolo e causano considerevoli danni ai raccolti anche sull'altopiano centrale, dove l'avanzamento dei terreni coltivabili ha prodotto una vistosa deforestazione.